# Gare d'Arnage
La gare d'Arnage est une gare ferroviaire française de la ligne de Tours au Mans, située sur le territoire de la commune d'Arnage, dans le département de la Sarthe en région Pays de la Loire.
Elle est mise en service en 1858 par la Compagnie du Chemin de fer de Paris à Orléans (PO). C'est une gare de la Société nationale des chemins de fer français (SNCF) desservie par des trains express régionaux TER Pays de la Loire circulant entre Château-du-Loir, ou Tours, et Le Mans. 

## Situation ferroviaire
Établie à 46 m d'altitude, la gare d'Arnage est située au point kilométrique (PK) 325,795 de la ligne de Tours au Mans. Elle est encadrée par les gares de Laigné - Saint-Gervais et du Mans.

## Histoire
Sur la commune qui compte alors 982 habitants, la Compagnie du Chemin de fer de Paris à Orléans (PO) établit une station de troisième catégorie nommée Arnage qu'elle met en service avec sa ligne de Tours au Mans le 19 juillet 1858.

## Services voyageurs

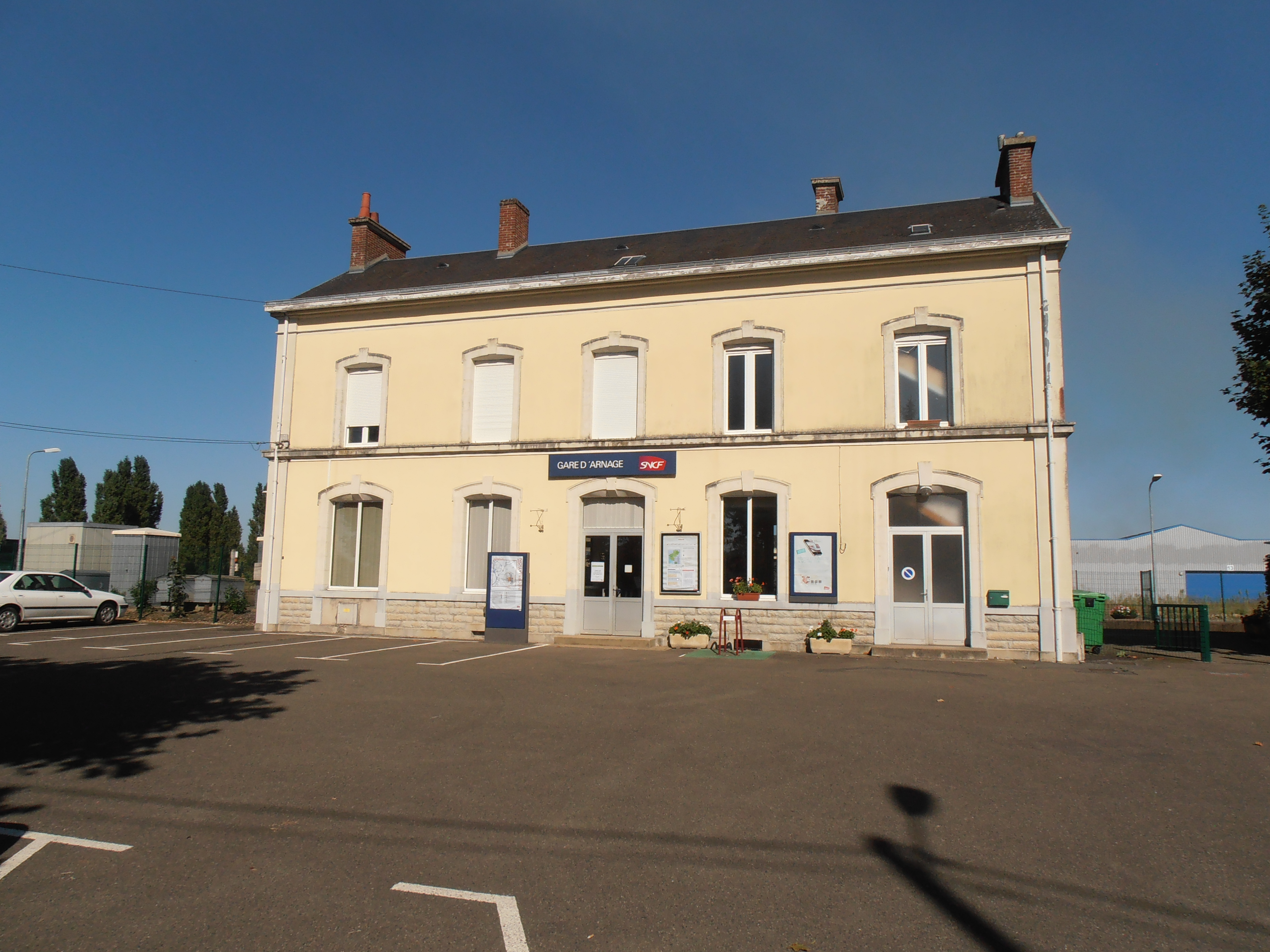
Le bâtiment de la gare vu du parking.

### Accueil
Gare SNCF, elle dispose d'un bâtiment voyageurs avec guichets ouverts tous les jours sauf les dimanches et fêtes.

### Dessertes
Arnage est desservie par des trains du réseau TER Pays de la Loire circulant entre Château-du-Loir, ou Tours, et Le Mans.

### Intermodalité
Un parking pour les véhicules est aménagé.